# 165612 Stackpole
165612 Stackpole este un asteroid din centura principală de asteroizi.

## Descriere
165612 Stackpole este un asteroid din centura principală de asteroizi. A fost descoperit pe 23 martie 2001 la Junk Bond Observatory de David Healy (astronom). Asteroidul prezintă o orbită caracterizată de o semiaxă mare de 2,56 ua, o excentricitate de 0,04 și o înclinație de 1,7° în raport cu ecliptica.